# پاپی دلوین
پاپی دلوین (به انگلیسی: Poppy Delevingne) (زاده ۳ می ۱۹۸۶) مدل و بازیگر انگلیسی است.
او خواهر کارا دلوین و کلویی دلوین است.